# ナサレノ・ナタレ
ナサレノ・ナタレ（イタリア語: Nazzareno Natale、1938年4月4日 - 2006年6月21日）はイタリアのスタントマン出身の助演男優（欧州映画界では珍しくないがナタレ・ナサレノと名前が逆にクレジットされることもある）。
マカロニウエスタンのアクション要員役が目立つ。他には『荒野の用心棒』(1964)『夕陽のガンマン』『禿鷹のえさ』 (以上1965)『荒野のプロ・ファイター』『必殺の用心棒』『続夕陽のガンマン/地獄の決斗』(以上1966)『怒りの荒野』(1967)『野獣暁に死す』『戦うパンチョ・ビラ』(以上1968)『夕陽のギャングたち』(1971)『裂けた鉤十字』(未公開)『増える賞金、死体の山』(未公開)(1973)『1900年』(1976)など多数の作品に出演している。